# 双突绯蛛
双突绯蛛（学名：Phlegra semipullata）为跳蛛科绯蛛属的动物。在中国大陆，分布于香港等地。